# EFootball Pro Evolution Soccer 2021 Season Update
eFootball Pro Evolution Soccer 2021 Season Update (también conocido como Pro Evolution Soccer 2021 o simplemente PES 2021), es un videojuego de simulación de fútbol.
El juego salió en el 25 aniversario de la serie de videojuegos Pro Evolution Soccer y fue lanzado en Microsoft Windows, PlayStation 4 y Xbox One el 15 de septiembre de 2020, y el 17 de septiembre de 2020 se lanzó en Japón.
El juego fue en gran parte una actualización del juego eFootball Pro Evolution Soccer 2020, por eso se llama «Season Update».
Además, fue la primera vez que no hubo una demo jugable previo a la salida del juego, ya que, estas se lanzan para probar la nueva jugabilidad, sin embargo, según el gerente del juego para Latinoamérica, Robbye Ron, esta fue casi la misma que la de eFootball Pro Evolution Soccer 2020.
En 2022 la versión de PC, Android e iOS fue remplazado por eFootball 2022.

## Novedades
Esta edición de PES, no tiene más novedades aparte de la actualización de plantillas, escaneos, rostros nuevos de futbolistas, uniformes y escudos de la temporada 2020-21, y algunas mejoras en el gameplay y jugabilidad, según Robbye Ron; ya que aunque es un juego nuevo, es en gran parte una actualización de PES 2020. Mostrará nuevos rostros de directores técnicos para "Liga Máster", como los de Pep Guardiola, Ryan Giggs, Frank Lampard y Steven Gerrard.
Se mantienen casi todas las licencias, a excepción del AC Milan y el Inter de Milán, de los cuales se pierden sus licencias. 
También se pierde la licencia del Palmeiras, que será un equipo completamente ficticio y del Grêmio (en este solo los jugadores son ficticios, pero si tiene sus uniformes oficiales).

## Versiones
Standard Edition: La versión Standard Edition (Edicion Estándar) tiene a Alphonso Davies, Lionel Messi, Cristiano Ronaldo y Marcus Rashford en la portada. Además, por primera vez, Lionel Messi y Cristiano Ronaldo están en una misma portada de un videojuego.
Club Edition: También habrá una versión Club Edition (Edición de Club), que estará disponible en las siguientes versiones:
- FC Barcelona (Lionel Messi, Gerard Piqué, Sergio Busquets, Luis Suárez y Antoine Griezmann).[9][10]
- Juventus (Cristiano Ronaldo, Paulo Dybala, Leonardo Bonucci, Alex Sandro y Matthijs de Ligt).[11][12]
- Manchester United (Marcus Rashford, Bruno Fernandes, Aaron Wan-Bissaka, Daniel James y Paul Pogba).[13]
- FC Bayern (Alphonso Davies, Leon Goretzka, Benjamin Pavard, Robert Lewandowski y Joshua Kimmich).[14][15]
- Arsenal (Pierre-Emerick Aubameyang, Granit Xhaka, David Luiz, Héctor Bellerín y Mesut  Özil).[16][17]

La Club Edition incluirá contenido exclusivo específico de cada equipo, como plantillas myClub (con jugadores y D.T.), jugador de la Iconic Moments Series (Serie Momento Icónico), equipaciones clásicas exclusivas y tema original de cada club en el menú.

### Embajadores
Estos son los embajadores de PES 2021: 
| País       | Jugador           | Equipo            |
| ---------- | ----------------- | ----------------- |
| Canadá     | Alphonso Davies   | Bayern Múnich     |
| Argentina  | Lionel Messi      | FC Barcelona      |
| Portugal   | Cristiano Ronaldo | Juventus de Turín |
| Inglaterra | Marcus Rashford   | Manchester United |

## Serie Momentos Icónicos
Las ediciones partner club incluirán los siguientes jugadores (Iconic Moments Series) que son de grandes momentos de la vida real recreados en el videojuego:
- FC Barcelona: Lionel Messi - Fecha: 18 de abril de 2007[19]
- Manchester United: David Beckham - Fecha: 17 de agosto de 1996[20]
- Arsenal: Dennis Bergkamp - Fecha: 27 de febrero de 2002[21]
- FC Bayern: Oliver Kahn - Fecha: 26 de abril de 2003
- Juventus: Cristiano Ronaldo - Fecha: 12 de marzo de 2019[22]

Los otros Iconic Moments, están disponibles para conseguirlos en el modo myClub como "Box Draw" con GP y monedas de myClub, "Representantes especiales" solo con monedas de myClub y en la "Tienda de puntos de eFootball" solo con eFootball Points. Esta dos últimas son las formas más comunes para conseguir estas cartas.
Estos son los Iconic Moments:
Arsenal:
- Patrick Vieira - Fecha: 15 de marzo de 2004
- Gilberto Silva - Fecha: 11 de agosto de 2002
- Sol Campbell - Fecha: 4 de marzo de 2002

FC Barcelona:
- Andrés Iniesta - Fecha: 2 de febrero de 2002
- Andrés Iniesta - Fecha: 2 de febrero de 2002
- Carles Puyol - Fecha: 17 de mayo de 2006
- Carles Puyol - Fecha: 19 de enero de 2012
- Deco - Fecha: 4 de diciembre de 2004
- Deco - Fecha: 7 de enero de 2006
- Diego Maradona - Fecha: 4 de junio de 1983
- Johan Cruyff - Fecha: 1 de marzo de 1978
- Josep "Pep" Guardiola - Fecha: 24 de abril de 1997
- Lionel Messi - Fecha: 27 de mayo de 2009
- Lionel Messi - Fecha: 23 de abril de 2017
- Neymar Jr. - Fecha: 6 de junio de 2015
- Patrick Kluivert - Fecha: 2 de febrero de 2002
- Patrick Kluivert - Fecha: 16 de febrero de 2002
- Rivaldo - Fecha: 13 de mayo de 2001
- Rivaldo - Fecha: 17 de junio de 2001
- Ronaldinho - Fecha: 8 de marzo de 2005
- Xavi Hernández - Fecha: 27 de mayo de 2009
- Xavi Hernández - Fecha: 29 de noviembre de 2010

FC Bayern Múnich:
- Franz Beckenbauer - Fecha: 8 de mayo de 1976
- Franz Beckenbauer - Fecha: 8 de mayo de 1976
- Karl-Heinz Rummenigge - Fecha: 27 de septiembre de 1980
- Lothar Matthäus - Fecha: 21 de noviembre de 1992

Juventus FC:
- Alessandro del Piero - Fecha: 5 de noviembre de 2008
- Pavel Nedvěd - Fecha: 2 de marzo de 2003

Manchester United:
- Paul Scholes - Fecha: 25 de marzo del 2000
- Park Ji-sung - Fecha: 12 de abril de 2011

Manchester City:
- Shay Given - Fecha: 19 de enero de 2010
- Gareth Barry - Fecha: 22 de diciembre de 2012

Liverpool FC:
- Fernando Torres - Fecha: 11 de abril de 2009
- Xabi Alonso - Fecha: 25 de mayo de 2005
- Michael Owen - Fecha: 5 de mayo de 2001

Inter de Milán:
- Lothar Matthäus - Fecha: 28 de mayo de 1989
- Iván Zamorano - Fecha: 6 de mayo de 1998
- Luís Figo - Fecha: 20 de noviembre de 2005

## EquiposPartner
Desde Pro Evolution Soccer 2017, Konami negocia acuerdos individuales con algunos equipos, los cuales conceden derechos de comercialización y publicidad, además de la representación real del club en el juego. A estos se los conoce como equipos partner. En esta edición se suman la AS Roma, Atalanta BC, SS Lazio y SSC Napoli en Italia y Cruzeiro EC, Santos FC y SC Internacional en Brasil como equipos partner.
Estos son los que participan en eFootball PES 2021 Season Update:
| Confederación    | País                     | Equipo           | Notas            |
| ---------------- | ------------------------ | ---------------- | ---------------- |
|                  | España                   | FC Barcelona     | [ 25 ] [ 26 ]    |
| Inglaterra       | Arsenal                  | [ 16 ] [ 27 ]    |                  |
| Inglaterra       | Manchester United        | [ 28 ]           |                  |
| Italia           | Juventus                 | Exclusivo de PES |                  |
| Italia           | AS Roma Nuevo            | Exclusivo de PES |                  |
| Italia           | Atalanta BC Nuevo        |                  |                  |
| Italia           | SS Lazio Nuevo           |                  |                  |
| Italia           | SSC Napoli Nuevo         |                  |                  |
| Alemania         | FC Bayern München        | [ 14 ] [ 31 ]    |                  |
| Alemania         | Schalke 04               |                  |                  |
| Escocia          | Celtic FC                |                  |                  |
| Escocia          | Rangers FC               |                  |                  |
| Rusia            | Zenit de San Petersburgo | Exclusivo de PES |                  |
|                  | Argentina                | Boca Juniors     | Exclusivo de PES |
| River Plate      | Argentina                |                  | Exclusivo de PES |
| Brasil           | Atlético Mineiro         | Exclusivo de PES |                  |
| Brasil           | Cruzeiro EC Nuevo        | Exclusivo de PES |                  |
| Brasil           | Flamengo                 | Exclusivo de PES |                  |
| Brasil           | Santos FC Nuevo          | Exclusivo de PES |                  |
| Brasil           | São Paulo FC             | Exclusivo de PES |                  |
| Brasil           | SC Corinthians           | Exclusivo de PES |                  |
| Brasil           | SC Internacional Nuevo   | Exclusivo de PES |                  |
| Brasil           | Sport Recife             | Exclusivo de PES |                  |
| Brasil           | Vasco da Gama            | Exclusivo de PES |                  |
| Chile            | Colo-Colo                | Exclusivo de PES |                  |
| Chile            | Universidad de Chile     | Exclusivo de PES |                  |
| Perú             |                          |                  |                  |
| Alianza Lima     | Exclusivo de PES         |                  |                  |
| Sporting Cristal | Exclusivo de PES         |                  |                  |
| Universitario    | Exclusivo de PES         |                  |                  |
| Sport Boys       | Exclusivo de PES         |                  |                  |

## Licencias
Estas son las ligas presentes en el videojuego, algunas se actualizaron y tuvieron los datos de la temporada 2020-21 con el parche del primer día, y otras se actualizaron en el DLC 2.0. El juego cuenta con 23 ligas, de las cuales, 19 están licenciadas.
| Nacionales       | Nacionales                              | Nacionales                                             | Nacionales       | Nacionales       |
| Confederación    | Región                                  | Competición                                            | Licencia         | Notas            |
| América del Sur  | América del Sur                         | América del Sur                                        | América del Sur  | América del Sur  |
| ---------------- | --------------------------------------- | ------------------------------------------------------ | ---------------- | ---------------- |
|                  | Argentina                               | Liga Profesional de Fútbol                             | LC               |                  |
| Brasil           | Brasileirão Série A                     | 2                                                      | Exclusivo de PES |                  |
| Brasil           | Brasileirão Série B                     | LC                                                     | Exclusivo de PES |                  |
| Chile            | Campeonato PlanVital                    | LC                                                     | Exclusivo de PES |                  |
| Colombia         | Liga BetPlay Dimayor                    | LC                                                     | Exclusivo de PES |                  |
| Bandera de ?     | Liga PLA                                | 5                                                      |                  |                  |
| Europa           |                                         |                                                        |                  |                  |
|                  | Bélgica                                 | Jupiler Pro League                                     | LC               |                  |
| Dinamarca        | 3F Superliga                            | LC                                                     |                  |                  |
| Escocia          | Scottish Premiership                    | LC                                                     |                  |                  |
| España           | LaLiga Santander (España - División 1)  | 3                                                      | [ b. 1 ]         |                  |
| España           | LaLiga SmartBank (España - División 2)  | 4                                                      |                  |                  |
| Francia Mónaco   | Ligue 1 Uber Eats                       | LC                                                     |                  |                  |
| Francia Mónaco   | Ligue 2 BKT                             | LC                                                     |                  |                  |
| Inglaterra Gales | Premier League (English League)         | 3                                                      | [ b. 2 ]         |                  |
| Inglaterra Gales | EFL Championship (English 2nd Division) | 4                                                      |                  |                  |
| Italia           | Serie A TIM                             | 2                                                      | [ a. 1 ]         |                  |
| Italia           | Serie BKT                               | LC                                                     | Exclusivo de PES |                  |
| Países Bajos     | Eredivisie                              | LC                                                     |                  |                  |
| Portugal         | Liga NOS                                | LC                                                     |                  |                  |
| Rusia            | Liga Premier de Rusia                   | LC                                                     | Exclusivo de PES |                  |
| Suiza            | Raiffeisen Super League                 | LC                                                     |                  |                  |
| Turquía          | Süper Lig                               | LC                                                     |                  |                  |
| Bandera de ?     | Liga PEU                                | 5                                                      |                  |                  |
| Asia             |                                         |                                                        |                  |                  |
|                  | China                                   | CFA Super League                                       | LC               |                  |
| Japón            | J1 League Sólo versión móvil            | 1                                                      |                  |                  |
| Japón            | J2 League Sólo versión móvil            | 1                                                      | Exclusivo de PES |                  |
| Tailandia        | Toyota Thai League                      | LC                                                     | Exclusivo de PES |                  |
| Bandera de ?     | Liga PAS                                | 5                                                      |                  |                  |
| Internacionales  |                                         |                                                        |                  |                  |
| América          | América                                 | Copa CONMEBOL Libertadores (Campeonato Sudamericano)   | 3                |                  |
| Europa           | Europa                                  | UEFA Champions League (Campeonato de Clubes de Europa) | 3                |                  |
| Europa           | Europa                                  | UEFA Europa League (Copa Máster de Europa)             | 3                |                  |
| Europa           | Europa                                  | UEFA Super Cup (Supercopa de Europa)                   | 3                |                  |
| Asia             | Asia                                    | AFC Champions League                                   | LC               | Exclusivo de PES |
| Global           | Global                                  | FIFA Club World Cup (Club International Cup)           | 3                |                  |
| Global           | Global                                  | International Champions Cup                            | LC               | Exclusivo de PES |
| Global           | Global                                  | Liga Konami                                            | 5                |                  |
| Global           | Global                                  | Copa Konami                                            | 5                |                  |

LC: Licencia Completa.
1: Logo y nombre de la competición no están licenciados.
2: Logo y nombre de la competición están licenciados, pero escudos y nombres de algunos equipos no están licenciados.
| 1. 2. |

3: Logo y nombre de la competición, más escudos y nombres de algunos equipos no están licenciados.
| 1. 2. |

4: Logo y nombre de la competición, más escudos y nombres de todos los equipos no están licenciados.
5: Todos los datos son ficticios.

### Otros Equipos
Estos son otros equipos de distintos continentes, o también llamados resto del mundo. Habrá algunos nuevos equipos que descendieron a algunas ligas que no están en PES, y también destaca la presencia de los nuevos equipos de la AFC Champions League 2020.
| Otros                  | Otros                                  | Otros            |
| Europa                 | Europa                                 | Europa           |
| Región                 | Equipo                                 | Notas            |
| ---------------------- | -------------------------------------- | ---------------- |
| Alemania               | Bayer Leverkusen                       |                  |
| Alemania               | Bayern Múnich                          |                  |
| Alemania               | Schalke 04                             |                  |
| Croacia                | Dinamo Zagreb                          |                  |
| Grecia                 | AEK Atenas                             |                  |
| Grecia                 | Olympiacos de El Pireo                 |                  |
| Grecia                 | Panathinaikos FC                       |                  |
| Grecia                 | PAOK                                   |                  |
| República Checa        | Slavia Praga                           |                  |
| República Checa        | Sparta Praga                           |                  |
| Ucrania                | Dinamo de Kiev                         |                  |
| Ucrania                | Shakhtar Donetsk                       |                  |
| Dinamarca              | Esbjerg BH (Esbjerg fB)                | [ 24 ]           |
| Dinamarca              | Hobro GB (Hobro IK)                    | [ 24 ]           |
| Dinamarca              | Silkeborg RH (Silkeborg IF)            | [ 24 ]           |
| España                 | La Coruña AB (RCD La Coruña)           | DLC 2.00         |
| España                 | Extremadura AR (Extremadura UD)        | DLC 2.00         |
| España                 | Numancia R (CD Numancia)               | DLC 2.00         |
| España                 | Santander VB (Racing de Santander)     | DLC 2.00         |
| Inglaterra             | Charlton RW (Charlton Athletic)        |                  |
| Inglaterra             | Hull OB (Hull City)                    |                  |
| Inglaterra             | Wigan BW (Wigan Athletic)              |                  |
| Italia                 | Stabia GB (Juve Stabia)                | DLC 2.00         |
| Italia                 | Livorno G (Livorno)                    | DLC 2.00         |
| Italia                 | Perugia BR (Perugia)                   | DLC 2.00         |
| Italia                 | Trapani G (Trapani)                    | DLC 2.00         |
| Portugal               | Aves V (CD Aves)                       | DLC 2.00         |
| Portugal               | Setúbal V (Vitória Setúbal)            | DLC 2.00         |
| Rusia                  | Samara ZBS (PFC Krylia Sovetov Samara) |                  |
| Rusia                  | Orenburg BS (FC Oremburgo)             |                  |
| Suiza                  | Neuchâtel RS (Neuchâtel Xamax FC)      | DLC 2.00         |
| Suiza                  | Thun RW (Thun)                         | DLC 2.00         |
| AFC Champions League   | AFC Champions League                   | Exclusivo de PES |
| Arabia Saudita         | Al-Ahli Jeddah                         |                  |
| Arabia Saudita         | Al-Hilal                               |                  |
| Arabia Saudita         | Al-Nassr                               |                  |
| Arabia Saudita         | Al-Taawoun                             |                  |
| Australia              | Melbourne Victory                      |                  |
| Australia              | Perth Glory                            |                  |
| Australia              | Sydney FC                              |                  |
| Catar                  | Al-Duhail                              | Exclusivo de PES |
| Catar                  | Al-Sadd                                | Exclusivo de PES |
| China                  | Beijing FC                             |                  |
| China                  | Guangzhou Evergrande                   |                  |
| China                  | Shanghai Shenhua                       |                  |
| China                  | Shanghai SIPG                          |                  |
| Corea del Sur          | FC Seoul                               |                  |
| Corea del Sur          | Jeonbuk Hyundai Motors                 |                  |
| Corea del Sur          | Suwon Samsung Bluewings                |                  |
| Corea del Sur          | Ulsan Hyundai                          |                  |
| Emiratos Árabes Unidos | Al Ain                                 |                  |
| Emiratos Árabes Unidos | Al-Ahli Dubai                          |                  |
| Emiratos Árabes Unidos | Al-Wahda                               | Exclusivo de PES |
| Emiratos Árabes Unidos | Sharjah                                |                  |
| Irán                   | Esteghlal                              | Exclusivo de PES |
| Irán                   | Persépolis                             | Exclusivo de PES |
| Irán                   | Sepahan Sport Club                     | Exclusivo de PES |
| Irán                   | Shahr Khodrou                          | Exclusivo de PES |
| Irak                   | Al-Shorta                              | Exclusivo de PES |
| Japón                  | FC Tokyo                               |                  |
| Japón                  | Vissel Kobe                            | [ 34 ]           |
| Japón                  | Yokohama F. Marinos                    | [ 34 ]           |
| Malasia                | Johor Darul Ta'zim                     | Exclusivo de PES |
| Tailandia              | Chiangrai United                       | Exclusivo de PES |
| Uzbekistán             | Pakhtakor                              | Exclusivo de PES |
| Latinoamérica          |                                        |                  |
| Perú                   | Alianza Lima                           | Exclusivo de PES |
| Perú                   | Sport Boys                             | Exclusivo de PES |
| Perú                   | Sporting Cristal                       | Exclusivo de PES |
| Perú                   | Universitario                          | Exclusivo de PES |

### Competiciones Continentales de Selecciones
| Selecciones nacionales | Selecciones nacionales                                                  | Selecciones nacionales | Selecciones nacionales           |
| Región                 | Competición                                                             | Licencia               | Notas                            |
| ---------------------- | ----------------------------------------------------------------------- | ---------------------- | -------------------------------- |
| Europa                 | Eurocopa                                                                | LC                     | Exclusivo de PES                 |
| América                | Copa de las Américas (Copa América) y (Copa Oro de la Concacaf)         | 3                      | Están fusionados los dos torneos |
| África                 | Copa Africana (Copa Africana de Naciones)                               | 4                      |                                  |
| Asia y Oceanía         | Copa de Asia y Oceanía (Copa Asiática y Copa de las Naciones de la OFC) | 4                      | Están fusionados los dos torneos |
| Global                 | Copa Internacional (FIFA World Cup)                                     | 3                      |                                  |

## Selecciones nacionales
Estas son las selecciones que están presentes en eFootball PES 2021 con sus respectivas licencias:
| Región                    | Selección              | Licencia | Notas            |
| ------------------------- | ---------------------- | -------- | ---------------- |
| Europa (55)               | Albania                | LC       | Exclusivo de PES |
| Europa (55)               | Alemania               | LC       |                  |
| Europa (55)               | Andorra                | LC       | Exclusivo de PES |
| Europa (55)               | Armenia                | LC       | Exclusivo de PES |
| Europa (55)               | Austria                | LC       |                  |
| Europa (55)               | Azerbaiyán             | LC       | Exclusivo de PES |
| Europa (55)               | Bélgica                | LC       |                  |
| Europa (55)               | Bielorrusia            | LC       | Exclusivo de PES |
| Europa (55)               | Bosnia-Herzegovina     | LC       | Exclusivo de PES |
| Europa (55)               | Bulgaria               | LC       |                  |
| Europa (55)               | Chipre                 | LC       | Exclusivo de PES |
| Europa (55)               | Croacia                | LC       | Exclusivo de PES |
| Europa (55)               | Dinamarca              | LC       |                  |
| Europa (55)               | Escocia                | LC       |                  |
| Europa (55)               | Eslovaquia             | LC       | Exclusivo de PES |
| Europa (55)               | Eslovenia              | LC       |                  |
| Europa (55)               | España                 | LC       |                  |
| Europa (55)               | Estonia                | LC       | Exclusivo de PES |
| Europa (55)               | Finlandia              | LC       |                  |
| Europa (55)               | Francia                | LC       |                  |
| Europa (55)               | Gales                  | LC       |                  |
| Europa (55)               | Georgia                | LC       | Exclusivo de PES |
| Europa (55)               | Gibraltar              | LC       | Exclusivo de PES |
| Europa (55)               | Grecia                 | LC       |                  |
| Europa (55)               | Hungría                | LC       |                  |
| Europa (55)               | Inglaterra             | LC       |                  |
| Europa (55)               | Irlanda                | LC       |                  |
| Europa (55)               | Irlanda del Norte      | LC       |                  |
| Europa (55)               | Islandia               | LC       |                  |
| Europa (55)               | Islas Feroe            | LC       | Exclusivo de PES |
| Europa (55)               | Israel                 | LC       | Exclusivo de PES |
| Europa (55)               | Italia                 | LC       |                  |
| Europa (55)               | Kazajistán             | LC       | Exclusivo de PES |
| Europa (55)               | Kosovo                 | LC       | Exclusivo de PES |
| Europa (55)               | Letonia                | LC       | Exclusivo de PES |
| Europa (55)               | Liechtenstein          | LC       | Exclusivo de PES |
| Europa (55)               | Lituania               | LC       | Exclusivo de PES |
| Europa (55)               | Luxemburgo             | LC       | Exclusivo de PES |
| Europa (55)               | Macedonia              | LC       | Exclusivo de PES |
| Europa (55)               | Malta                  | LC       | Exclusivo de PES |
| Europa (55)               | Moldavia               | LC       | Exclusivo de PES |
| Europa (55)               | Montenegro             | LC       | Exclusivo de PES |
| Europa (55)               | Noruega                | LC       |                  |
| Europa (55)               | Países Bajos (Holanda) | LC       | [ s. 1 ]         |
| Europa (55)               | Polonia                | LC       |                  |
| Europa (55)               | Portugal               | LC       |                  |
| Europa (55)               | República Checa        | LC       |                  |
| Europa (55)               | Rumania                | LC       |                  |
| Europa (55)               | Rusia                  | LC       |                  |
| Europa (55)               | San Marino             | LC       | Exclusivo de PES |
| Europa (55)               | Serbia                 | LC       | Exclusivo de PES |
| Europa (55)               | Suecia                 | LC       |                  |
| Europa (55)               | Suiza                  | LC       |                  |
| Europa (55)               | Turquía                | LC       |                  |
| Europa (55)               | Ucrania                | LC       | Exclusivo de PES |
| África (14)               | Argelia                | 2        | Exclusivo de PES |
| África (14)               | Burkina Faso           | 2        | Exclusivo de PES |
| África (14)               | Camerún                | 1        |                  |
| África (14)               | Costa de Marfil        | 1        |                  |
| África (14)               | Egipto                 | 1        |                  |
| África (14)               | Ghana                  | 1        | Exclusivo de PES |
| África (14)               | Guinea                 | 2        | Exclusivo de PES |
| África (14)               | Mali                   | 2        | Exclusivo de PES |
| África (14)               | Marruecos              | 1        | Exclusivo de PES |
| África (14)               | Nigeria                | 2        | Exclusivo de PES |
| África (14)               | Senegal                | 2        | Exclusivo de PES |
| África (14)               | Sudáfrica              | 2        |                  |
| África (14)               | Túnez                  | 2        | Exclusivo de PES |
| África (14)               | Zambia                 | 2        | Exclusivo de PES |
| Norte y Centroamérica (6) | Costa Rica             | 1        | Exclusivo de PES |
| Norte y Centroamérica (6) | Estados Unidos         | 2        |                  |
| Norte y Centroamérica (6) | Honduras               | 1        | Exclusivo de PES |
| Norte y Centroamérica (6) | Jamaica                | 2        | Exclusivo de PES |
| Norte y Centroamérica (6) | México                 | 2        |                  |
| Norte y Centroamérica (6) | Panamá                 | 1        |                  |
| Sudamérica (10)           | Argentina              | LC       |                  |
| Sudamérica (10)           | Bolivia                | 1        |                  |
| Sudamérica (10)           | Brasil                 | LC       |                  |
| Sudamérica (10)           | Chile                  | LC       |                  |
| Sudamérica (10)           | Colombia               | 1        |                  |
| Sudamérica (10)           | Ecuador                | 2        |                  |
| Sudamérica (10)           | Paraguay               | 1        |                  |
| Sudamérica (10)           | Perú                   | LC       |                  |
| Sudamérica (10)           | Uruguay                | 1        |                  |
| Sudamérica (10)           | Venezuela              | 1        |                  |
| Asia y Oceanía (17)       | Arabia Saudita         | 2        |                  |
| Asia y Oceanía (17)       | Australia              | 1        |                  |
| Asia y Oceanía (17)       | China                  | 2        |                  |
| Asia y Oceanía (17)       | Corea del Norte        | 2        | Exclusivo de PES |
| Asia y Oceanía (17)       | Corea del Sur          | 2        | Exclusivo de PES |
| Asia y Oceanía (17)       | Emiratos Árabes Unidos | 2        | Exclusivo de PES |
| Asia y Oceanía (17)       | Irak                   | 2        | Exclusivo de PES |
| Asia y Oceanía (17)       | Irán                   | 2        | Exclusivo de PES |
| Asia y Oceanía (17)       | Japón                  | LC       | Exclusivo de PES |
| Asia y Oceanía (17)       | Jordania               | 2        | Exclusivo de PES |
| Asia y Oceanía (17)       | Kuwait                 | 2        | Exclusivo de PES |
| Asia y Oceanía (17)       | Líbano                 | 2        | Exclusivo de PES |
| Asia y Oceanía (17)       | Omán                   | 2        | Exclusivo de PES |
| Asia y Oceanía (17)       | Qatar                  | 2        | Exclusivo de PES |
| Asia y Oceanía (17)       | Tailandia              | LC       | Exclusivo de PES |
| Asia y Oceanía (17)       | Uzbekistán             | 2        | Exclusivo de PES |
| Asia y Oceanía (17)       | Nueva Zelanda          | 1        |                  |

LC: Licencia Completa.
1. ↑  El nombre depende de la configuración de idioma. Aparece como "Países Bajos" en España y como "Holanda" en Latinoamérica.

1: Escudo y uniformes no están licenciados.
2: Escudo y uniformes no están licenciados y los jugadores convocados son ficticios.

## Estadios
Estos son todos los estadios presentes en eFootball PES 2021.
Se pierde la licencia de San Siro y del Giuseppe Meazza, ya que se perdieron las licencias del AC Milan e Inter de Milán.
Un estadio que se suma a PES en esta edición como exclusivo es el estadio Olímpico de Roma, ya que FIFA 21 pierde la licencia de la AS Roma. 

También se añadieron 2 estadios más en el DLC 2.0: Estadio Maracaná y el Estadio Nacional Julio Martínez Prádanos, los cuáles volvieron para esta edición, de PES 2020 y PES 2019 respectivamente, y un estadio tuvo una actualización de nombre, el Arena Corinthians, el cual ahora se llama Neo Química Arena.
| Estadios reales    | Estadios reales | Estadios reales                                 | Estadios reales                | Estadios reales  |
| N.º                | País            | Estadio                                         | Equipo Local                   | Notas            |
| ------------------ | --------------- | ----------------------------------------------- | ------------------------------ | ---------------- |
| 1                  | España          | Camp Nou                                        | FC Barcelona                   | Exclusivo de PES |
| 2                  | Alemania        | Allianz Arena                                   | FC Bayern Alemania             | Exclusivo de PES |
| 3                  | Alemania        | Veltins Arena                                   | Schalke 04                     |                  |
| 4                  | Inglaterra      | Old Trafford                                    | Manchester United              |                  |
| 5                  | Inglaterra      | Emirates Stadium                                | Arsenal FC                     |                  |
| 6                  | Inglaterra      | Wembley Stadium                                 | Inglaterra                     |                  |
| 7                  | Italia          | Allianz Stadium                                 | Juventus de Turín              | Exclusivo de PES |
| 8                  | Italia          | Stadio Olímpico de Roma                         | AS Roma SS Lazio Italia        | Exclusivo de PES |
| 9                  | Mónaco          | Stade Louis II                                  | AS Monaco                      | Exclusivo de PES |
| 10                 | Suiza           | St. Jakob Park                                  | FC Basel Suiza                 | Exclusivo de PES |
| 11                 | Rusia           | Gazprom Arena                                   | Zenit de San Petersburgo Rusia | Exclusivo de PES |
| 12                 | Escocia         | Celtic Park                                     | Celtic FC                      | Exclusivo de PES |
| 13                 | Escocia         | Ibrox Stadium                                   | Rangers FC                     | Exclusivo de PES |
| 14                 | Portugal        | Estádio José Alvalade                           | Sporting CP                    | Exclusivo de PES |
| 15                 | Países Bajos    | Johan Cruyff Arena                              | Ajax Holanda                   |                  |
| 16                 | Países Bajos    | De Kuip                                         | Feyenoord                      | Exclusivo de PES |
| 17                 | Brasil          | Estadio São Januário                            | Vasco da Gama                  | Exclusivo de PES |
| 18                 | Brasil          | Allianz Parque                                  | Palmeiras                      |                  |
| 19                 | Brasil          | Estadio Maracaná Vuelve                         | Flamengo Fluminense Brasil     | Exclusivo de PES |
| 20                 | Brasil          | Estadio Mineirão                                | Atlético Mineiro Cruzeiro      | Exclusivo de PES |
| 21                 | Brasil          | Neo Química Arena                               | SC Corinthians                 | Exclusivo de PES |
| 22                 | Brasil          | Estadio Beira-Rio                               | SC Internacional               | Exclusivo de PES |
| 23                 | Brasil          | Arena do Grêmio                                 | Grêmio                         | Exclusivo de PES |
| 24                 | Brasil          | Estadio Cícero Pompeu de Toledo                 | São Paulo FC                   | Exclusivo de PES |
| 25                 | Brasil          | Estadio Urbano Caldeira                         | Santos FC                      | Exclusivo de PES |
| 26                 | Argentina       | El Monumental                                   | River Plate Argentina          | Exclusivo de PES |
| 27                 | Argentina       | Alberto J. Armando (La Bombonera)               | Boca Juniors                   | Exclusivo de PES |
| 28                 | Chile           | Estadio Monumental                              | Colo-Colo                      | Exclusivo de PES |
| 29                 | Chile           | Estadio Nacional Julio Martínez Prádanos Vuelve | Universidad de Chile Chile     | Exclusivo de PES |
| 30                 | Perú            | Estadio Alejandro Villanueva                    | Alianza Lima                   | Exclusivo de PES |
| 31                 | Japón           | Saitama Stadium 2002                            | Urawa Red Diamonds             | Exclusivo de PES |
| Estadios ficticios |                 |                                                 |                                |                  |
| 32                 | Ficticio        | KONAMI Stadium                                  |                                | Exclusivo de PES |
| 33                 | Ficticio        | eFootball Stadium                               |                                | Exclusivo de PES |
| 34                 | Ficticio        | Neu Sonne Arena                                 |                                | Exclusivo de PES |
| 35                 | Ficticio        | Metropole Arena                                 |                                | Exclusivo de PES |
| 36                 | Ficticio        | Hoofdstad Stadion                               |                                | Exclusivo de PES |
| 37                 | Ficticio        | Estadio Campeones                               |                                | Exclusivo de PES |
| 38                 | Ficticio        | Estadio de Escorpião                            |                                | Exclusivo de PES |
| 39                 | Ficticio        | Estadio del Nuevo Triunfo                       |                                | Exclusivo de PES |
| 40                 | Ficticio        | Stade de Sagittaire                             |                                | Exclusivo de PES |
| 41                 | Ficticio        | Studio Orione                                   |                                | Exclusivo de PES |
| 42                 | Ficticio        | Burg Stadion                                    |                                | Exclusivo de PES |
| 43                 | Ficticio        | Estadio del Martingal                           |                                | Exclusivo de PES |
| 44                 | Ficticio        | Rose Park Stadium                               |                                | Exclusivo de PES |
| 45                 | Ficticio        | Coliseo de los Deportes                         |                                | Exclusivo de PES |
| 46                 | Ficticio        | Sports Park                                     |                                | Exclusivo de PES |
| 47                 | Ficticio        | Village Road                                    |                                | Exclusivo de PES |
| 48                 | Ficticio        | Stadio Nazionale                                |                                | Exclusivo de PES |
| 49                 | Ficticio        | Estadio del Tauro                               |                                | Exclusivo de PES |
| 50                 | Ficticio        | eFootball.Pro Arena                             |                                | Exclusivo de PES |

## Leyendas de myClub
Las Leyendas, están disponibles para conseguirlos en el modo myClub como "Box Draw" con GP y monedas de myClub y "Representantes especiales" solo con monedas de myClub.
Estas son las siguientes leyendas confirmadas el modo MyClub de eFootball PES 2021 Season Update; se perdieron algunas leyendas, sobre todo del Inter de Milán y el Milan, pero hay posibilidad de que puedan regresar después, vía DLC. Además, se pueden sumar más leyendas en un futuro, también mediante esta vía.

### Porteros
| - Oliver Kahn (Leyendas de Alemania) - Iker Casillas (Leyendas myClub) | - Petr Čech (Leyendas myClub) - Shay Given (Leyendas myClub) |

### Defensas
| - Franz Beckenbauer (Leyendas FC Bayern Múnich) - Paolo Maldini (Leyendas myClub) - Aldair (Leyendas AS Roma) - Roberto Carlos (Leyendas de Brasil) - Cafú (Leyendas de Brasil) | - Sol Campbell (Leyendas Arsenal) - Bixente Lizarazu (Leyendas FC Bayern Múnich) - Denis Irwin (Leyendas Manchester United) - Carles Puyol (Leyendas myClub) |

### Mediocampistas
| - Diego Maradona (Leyendas myClub) - Zico (Leyendas de Brasil) - Andrés Iniesta (Leyendas FC Barcelona) - Ruud Gullit (Leyendas myClub) - Andrea Pirlo (Leyendas Juventus) - David Beckham (Leyendas Manchester United) - Paul Scholes (Leyendas Manchester United) - Patrick Vieira (Leyendas myClub) - Deco (Leyendas FC Barcelona) - Luís Figo (Leyendas myClub) - Rivaldo (Leyendas FC Barcelona) - Kaká (Leyendas myClub) - Lothar Matthäus (Leyendas de Alemania) - Pavel Nedvěd (Leyendas myClub) - Hidetoshi Nakata (Leyendas AS Roma) - Junichi Inamoto (Leyendas myClub) - Xavi (Leyendas myClub) | - Park Ji-Sung (Leyendas Manchester United) - Robert Pirès (Leyendas Arsenal) - Emmanuel Petit (Leyendas Arsenal) - Gilberto Silva (Leyendas Arsenal) - Bryan Robson (Leyendas Manchester United) - Pep Guardiola (Leyendas FC Barcelona) - Rafael van der Vaart (Leyendas myClub) - Shunsuke Nakamura (Leyendas Celtic FC) - Guti (Leyendas myClub) - Gareth Barry (Leyendas myClub) - Frank Lampard (Leyendas myClub) - Frank Rijkaard (Leyendas myClub) - Tomáš Rosický (Leyendas myClub) - Ryan Giggs (Leyendas Manchester United) - Xabi Alonso (Leyendas myClub) - Steven Gerrard (Leyendas myClub) - Shinji Ono (Leyendas myClub) |

### Delanteros
| - Johan Cruyff (Leyendas FC Barcelona) - Romário (Leyendas de Brasil) - Karl-Heinz Rummenigge (Leyendas FC Bayern Múnich) - Ronaldinho Gaúcho (Leyendas FC Barcelona) - Gabriel Batistuta (Leyendas AS Roma) - Francesco Totti (Leyendas AS Roma) - Alessandro Del Piero (Leyendas myClub) - Patrick Kluivert (Leyendas FC Barcelona) - Bebeto (Leyendas de Brasil) - Andrey Arshavin (Leyendas FC Zenit) - Diego Forlán (Leyendas myClub) - Paul Gascoigne (Leyendas myClub) - Denis Law (Leyendas Manchester United) - Marcelo Salas (Leyendas myClub) - Iván Zamorano (Leyendas myClub) - Andy Cole (Leyendas Manchester United) - Dwight Yorke (Leyendas Manchester United) | - Denílson (Leyendas de Brasil) - Fredrik Ljungberg (Leyendas Arsenal) - Fernando Morientes (Leyendas myClub) - Élber (Leyendas FC Bayern Múnich) - Michael Owen (Leyendas myClub) - Robbie Keane (Leyendas myClub) - Jan Koller (Leyendas myClub) - Marco van Basten (Leyendas myClub) - Dennis Bergkamp (Leyendas myClub) - Fernando Torres (Leyendas myClub) - Filippo Inzaghi (Leyendas myClub) - Kazuyoshi Miura (Leyendas myClub) - Kiatisuk Senamuang (Leyendas myClub) |

## Versión gratuita
El 7 de diciembre de 2020, Konami lanzó una versión gratuita del juego, llamada eFootball PES 2021 Lite. De manera similar a la estrategia comercial adoptada con ediciones anteriores, esta versión incluye acceso completo al modo MyClub, además del modo competitivo eFootball, el modo cooperativo y el modo Matchday.
En las modalidades en línea, esta versión permite jugar con usuarios que posean el juego completo.
eFootball PES 2021 Lite fue lanzado para PlayStation 4, Xbox One, y Windows a través de Steam.

## Comentaristas
Para eFootball PES 2021, se mantienen los mismos comentaristas para Latinoamérica que en la edición anterior.
| Idioma    | Región         | Comentarista(s)           |
| --------- | -------------- | ------------------------- |
| Alemán    | Alemania       | Marco Hagemann            |
| Alemán    | Alemania       | Hansi Küpper              |
| Árabe     | Arabia Saudita | Fahad Al-Otaibi           |
| Chino     | China          | Wang Tao                  |
| Chino     | China          | Miao Kun                  |
| Chino     | Hong Kong      | Vince Ng                  |
| Chino     | Hong Kong      | Keyman Ma                 |
| Coreano   | Corea del Sur  | Junil So                  |
| Coreano   | Corea del Sur  | June Hea Hahn             |
| Español   | Argentina      | Rodolfo de Paoli          |
| Español   | Argentina      | Diego Latorre             |
| Español   | Chile          | Claudio Palma             |
| Español   | Chile          | Aldo Schiappacasse        |
| Español   | España         | Carlos Martínez           |
| Español   | España         | Julio Maldonado (Maldini) |
| Español   | México         | Christian Martinoli       |
| Español   | México         | Luis García               |
| Francés   | Francia        | Grégoire Margotton        |
| Francés   | Francia        | Darren Tulett             |
| Griego    | Grecia         | Christos Sotirakopoulos   |
| Griego    | Grecia         | Yiorgos Thanailakis       |
| Inglés    | Reino Unido    | Peter Drury               |
| Inglés    | Reino Unido    | Jim Beglin                |
| Italiano  | Italia         | Fabio Caressa             |
| Italiano  | Italia         | Luca Marchegiani          |
| Japonés   | Japón          | Jon Kabira                |
| Japonés   | Japón          | Tsuyoshi Kitazawa         |
| Portugués | Brasil         | Milton Leite              |
| Portugués | Brasil         | Mauro Beting              |
| Portugués | Portugal       | Pedro Sousa               |
| Portugués | Portugal       | Luís Freitas Lobo         |

## Banda sonora
- Bananagun - Do Yeah
- Benny Sings - Not Enough
- Bibio - Old Graffiti
- Bombay Bicycle Club - Eat, Sleep, Wake (Nothing But You)
- Charlotte Adigéry - High Lights
- Darkstar - Wolf
- Epp - Boss
- Flamingods - Olympia
- Here Lies Man - Clad In Silver
- Jaakko Eino Kalevi - I Am Looking Forward
- Jessie Ware - Mirage (Don't Stop)
- Joy Crookes - Hurts
- Låpsley - Womxn
- Little Dragon - Rush
- O'Flynn - Sunspear
- OTHERLiiNE - Chimes
- Pongo - Quem Manda No Mic
- Sudan Archives - Glorious
- The Big Moon - Your Light
- The Japanese House - You Seemed So Happy
- The Magic Gang - Think
- Ultraistá - Water in My Veins
- White Denim - Shanalala
- Winston Surfshirt - Smile
- Working Men's Club - Golden